# Любимовский (Нижегородская область)
 Любимовский — починок в Краснобаковском районе Нижегородской области. Входит в состав сельского поселения Шеманихинский сельсовет.

## География
Починок находится в северо-восточной части Нижегородской области к востоку от реки Ветлуги, прилегая с севера к посёлку Шеманиха.

## История
Возник в 1921—1925 годах. Название дано по фамилии первопоселенца Д.Любимова.

## Население
Постоянное население составляло 20 человек (русские 95 %) в 2002 году, 11 в 2010.